# Albertine Plock
Albertine Plock (* 17. September 1881 in Göritz; † 31. Oktober 1974 in Haldensleben) war eine deutsche Lehrerin.

## Leben
Albertine Plock war eine uneheliche Tochter von Agnes Oestreich (1861–1943) und Rudolf Georg Grimm (1830–1889), einem Sohn von Wilhelm Grimm.
Nach ihrem Schulabschluss absolvierte sie in Magdeburg ein Studium und war anschließend bis zu ihrer Verrentung als Lehrerin tätig. Zunächst unterrichtete sie in Hötensleben und danach ab 1906 an der Volksschule in Althaldensleben. Nachdem ihre Tante Auguste (1832–1919) gestorben war, erhielt sie als zum damaligen Zeitpunkt letztes noch lebendes Familienmitglied den größten Teil des Nachlasses der Gebrüder Grimm. Im Jahr 1963 überließ sie den Nachlass dem Museum Haldensleben, welches diesen bis heute beherbergt.
Albertine Plock war mit Otto Heinrich Plock (1878–1944) verheiratet, mit dem sie zwei Söhne hatte. Sie starb im Oktober 1974 im Alter von 93 Jahren in Haldensleben, wo sie auch beigesetzt wurde.